# 칼리바피
칼리바피(KALIBAPI)는 카피사난 응 파글리링코드 사 바공 필리피나(Kapisanan ng Paglilingkod sa Bagong Pilipinas)에서 앞 음절 또는 중요 음절을 따서 만든 용어로, 신 필리핀 봉사 협회(Association for Service to the New Philippines)라는 의미를 가진다. 일본의 필리핀 점령기에 일본이 모든 필리핀 정당을 대체하는 유일한 조직으로 만든 것이었고, 대정익찬회의 필리핀판 조직을 만들고자 의도한 것이다.

## 역사
호르헤 바르가스 하의 필리핀 행정 위원회(Komisyong Tagapagpaganap ng Pilipinas)에 의해 결성되었으며, 이 조직은 1942년 12월 8일 통과된 모든 현존 정당과 새 통치 조직을 만드는 것을 금하는 성명서 109항에 의해 만들어진 것이다.